# スーザン・コリンズ (作家)
スーザン・マリー・コリンズ（英: Suzanne Marie Collins、1962年8月10日 - ）は、アメリカ合衆国コネチカット州生まれのテレビ脚本家、小説家である。「ニューヨーク・タイムズ」のベストセラー・シリーズ『アンダーランド年代記』や『ハンガー・ゲーム』3部作（『ハンガー・ゲーム』、『ハンガー・ゲーム2 燃え広がる炎』、『ハンガー・ゲーム3 マネシカケスの少女』）で知られる。

## 初期の経歴
コリンズは1962年8月10日に、コネチカット州ハートフォードで生まれた。父はベトナム戦争に従軍したアメリカ空軍の士官マイケル・コリンズ、母はジェーンである。軍隊士官の家族として、常に転居が多かった。コリンズの子供時代はアメリカ合衆国東部で過ごした。1980年、アラバマ州バーミングハムのアラバマ芸術学校で舞台芸術を専攻して卒業した。1985年、インディアナ大学で演劇と通信の2学科を専攻して学士号を得た。1989年、ニューヨーク大学ティッシュ芸術学校で戯曲台本執筆で修士号を取得した。

## 作家として
コリンズは1991年に子供向けテレビ番組の作家としてその経歴を始めた。ケーブルテレビのニコロデオンのために、『Clarissa Explains It All』、『The Mystery Files of Shelby Woo』、『Little Bear』、『Hello!オズワルド』などの番組制作に携わった。スコラスティック・エンタテイメントの『Clifford's Puppy Days』では主任作家になった。共同執筆して評判の良かったクリスマス特番アニメ『Santa, Baby!』では全米脚本家組合の会員になった。
Kids' WBの番組『Generation O!』で仕事をしているときに、児童文学作家のジェイムズ・プロイモスと出逢った後、コリンズは自分でも児童文学書を書いてみる気になった。「ニューヨーク・タイムズ」のベストセラー・シリーズ『アンダーランド年代記』では第1作である『放浪者グレゴール』の着想は、『不思議の国のアリス』を読んで、人が兎の穴よりも如何にマンホールに落ちやすいか、またティーパーティ以外の何かを見つけることになるかを考えたときに浮かんだ。2003年から2007年、『アンダーランド年代記』のシリーズで5作品を著した。すなわち、『放浪者グレゴール』、『グレゴールと破滅の予言』、『グレゴールとウォームブラッドの呪い』、『グレゴールと秘密の印』、『グレゴールと爪の符号』である。この期間のコリンズは詩の絵本『チャーリー・マックバトンが力を失ったとき』（2005年）も書いた。イラストはマイク・レスターが担当した。
2008年9月、スコラスティック・プレスが『ハンガー・ゲーム』3部作の第1巻を出版した。『ハンガー・ゲーム』は、ギリシャ神話のテーセウスとミーノータウロスの話から一部のヒントを得た。他にも空軍における父の経歴から、貧困、飢え、戦争の効果に関する洞察を得ていた。3部作の2作目『ハンガー・ゲーム2 燃え広がる炎』は2009年9月に出版され、3作目『ハンガー・ゲーム3 マネシカケスの少女』は2010年8月24日に出版された。『ハンガーゲーム』の1、2巻は発売から14か月の間に北アメリカだけで150万部が印刷された。「ニューヨーク・タイムズ」のベストセラー・リストには60週間以上連続して登場した。映画のライオンズゲートが『ハンガーゲーム』の映画化作品について世界配給権を取得した。この映画はニーナ・ジェイコブソンのカラーフォース映画制作会社が制作した。コリンズが映画のために小説を自ら翻案した。ゲイリー・ロスが監督し、撮影は2011年春遅くに始まり、ジェニファー・ローレンスが主役のカットニス・エヴァディーンを演じた。ジョシュ・ハッチャーソンがピータ・メラーク役、リアム・ヘムズワースがゲイル・ホーソーン役を演じた。
著作『ハンガー・ゲーム』にかなりの人気が得られた結果として、コリンズは雑誌「タイム」が選ぶ2010年の最も影響力ある人々の一人に選ばれた。2012年3月、アマゾンがコリンズは全時代を通じて最もよく売れたキンドルの作家だと発表した。キンドルのeブックスで注目された100の文章のうち29をコリンズが書いたことも明かしており、また最近注目された文章についてアマゾンによる別のリストでは上位20傑のうち17がコリンズのものだった。

## 個人生活
コリンズは夫と二人の子供達と共にコネチカット州ニュータウン町にあるサンディフックに住んでいる。ローマ・カトリック教徒である。

## 著作
『アンダーランド年代記』
1. 『放浪者グレゴール』（2003年）
2. 『グレゴールと破滅の予言』（2004年）
3. 『グレゴールとウォームブラッドの呪い』（2005年）
4. 『グレゴールと秘密の印』（2006年）
5. 『グレゴールと爪の符号』（2007年）

ハンガー・ゲーム3部作
1. 『ハンガー・ゲーム』（2008年）
2. 『ハンガー・ゲーム2 燃え広がる炎』（2009年）
3. 『ハンガー・ゲーム3 マネシカケスの少女』（2010年）

その他の著作
- 『耐火物: シェルビー・ウー #11』（1999年）
- 『チャーリー・マックバトンが力を失ったとき』（2005年
- 『ジャングルの年』（2013年）

## 賞
- 2011年 - カリフォルニア若い読者賞[21]
- 2010年 - ジョージア州10代読者のためのピーチブック賞[22]
- 「パブリッシャーズ・ウィークリー」のベスト・ブックス・オブ・イヤー: 子供のフィクション[23]
- アメリカ図書館協会ヤングアダルトのための傑作本10傑[24]
- アメリカ図書館協会子供の本[25]
- 2008年Cybils賞（子供とヤングアダルト・ブロガーの文学賞-ファンタジーとSF[26]
- KIRKUS 2008年ヤングアダルトのベストブック[27]
- ホーンブック・ファンファーレ[28]
- 学校図書館ジャーナル 2008年のベストブック[29]
- 編集者の選ぶ書籍リスト2008年[30]
- NY 公共図書館読書と共有のための100冊[31]
- 2004年NAIBA 子供小説賞[32]
- 2006年子供に対する図書館サービスの協会 顕著な子供多胎の記録（オーディオ版）[33]